# 大笹生ダム
大笹生ダム（おおざそうダム）は、福島県福島市大笹生にある、一級河川阿武隈川水系八反田川に建設されたダムである。

## 概要
福島市北西部の八反田川源流部にある。高さ27.2mのアースダムであり、1962年に福島県による農地防災事業として建設された。現在は福島市に管理が委託されている。下流の大笹生や笹谷をはじめとした北信地区の水田や果樹園など585ヘクタールの防災に資している。

## その他
- 福島市道116号佐原折戸線（福島西部広域農道荒井庭坂線区間）沿いに当ダムへの案内看板が設置されており、かつては釣りスポットとして知られていたが、不法投棄などの問題があったことから現在では関係者以外の立ち入りが禁じられている。
- 大笹生地区内には大笹生水力発電所が所在しているが、こちらは阿武隈川水系松川の水を利用した東北電力の発電所であり、農地防災専用の当ダムとの関連はない[3]。

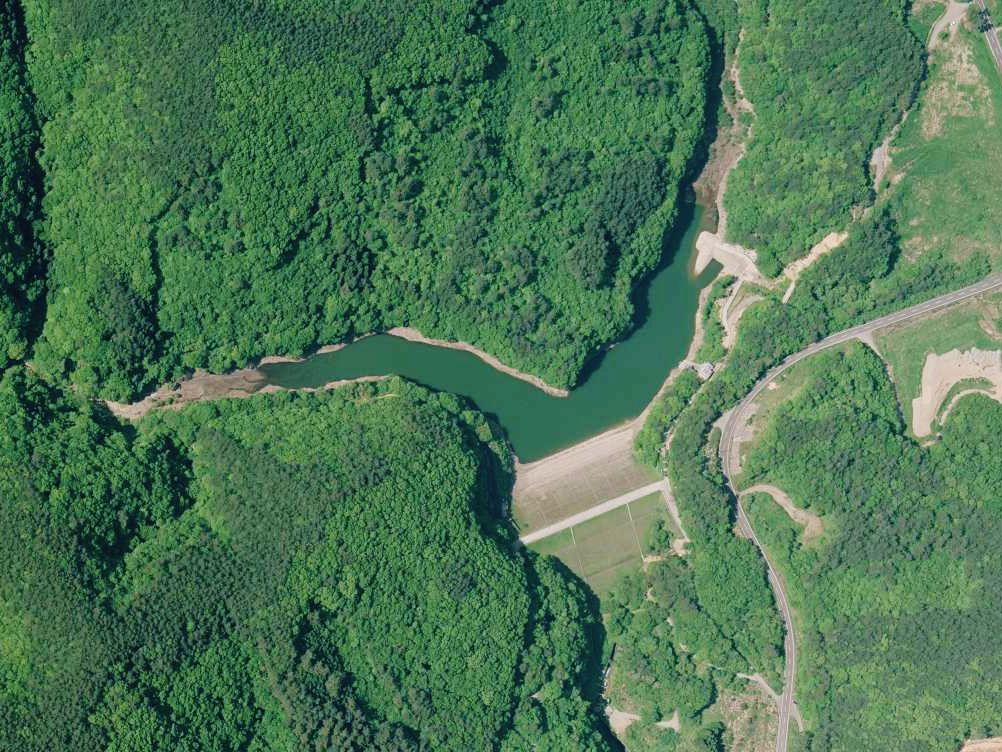
大笹生ダム空撮
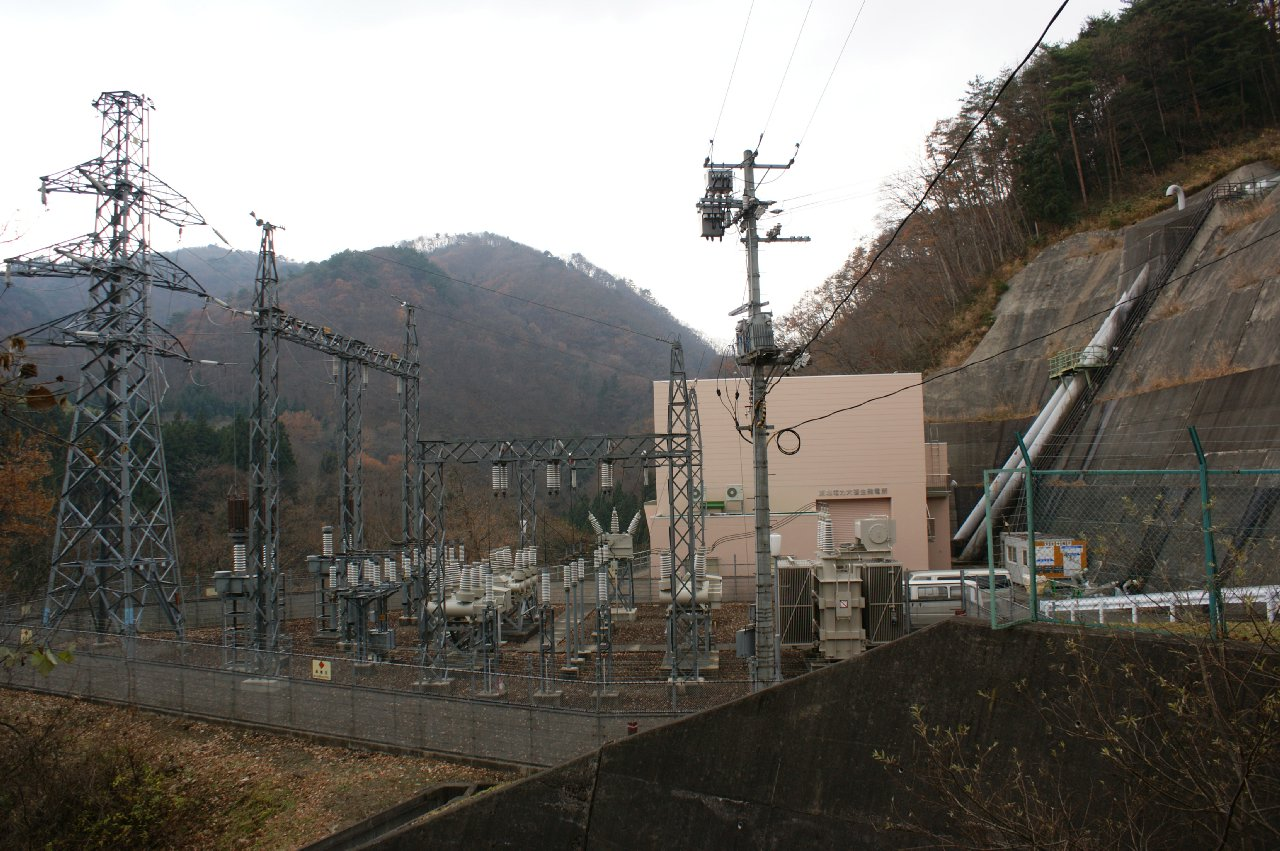
大笹生発電所

## 近隣
- ふくしまスカイパーク
- リンクサーキット